# آلگیرداس برازاوسکاس
آلگیرداس برازاوسکاس (انگلیسی: Algirdas Brazauskas؛ ۲۲ سپتامبر ۱۹۳۲ – ۲۶ ژوئن ۲۰۱۰) یک سیاست‌مدار اهل اتحاد جماهیر سوسیالیستی شوروی بود. وی از فوریه ۱۹۹۳ تا فوریه ۱۹۹۸ رئیس‌جمهور لیتوانی بود.